# El Parc i la Llacuna del Poblenou
El Parc i la Llacuna del Poblenou es un barrio del distrito de San Martín (Barcelona). Desde 2006 su delimitación está entre las calles Gran Vía de las Cortes Catalanas, Llacuna, Pedro IV, Ávila, Llull, Wellington, Pujades, Roger de Flor, Almogávares y la avenida Meridiana hasta la plaza de las Glorias Catalanas. Los núcleos originales de este barrio se establecieron alrededor de varios parques (parque de la Estación del Norte, parque de la Ciudadela), y la vía que unía el núcleo del Poblenou con el Clot, la Llacuna. Anteriormente, la parte más cercana al parque se conocía como Fort Pius (algunas entidades de la zona conservan esta referencia), que se extendía también por algunas manzanas que hoy corresponden al barrio de La Villa Olímpica del Poblenou.

## Educación, cultura y ocio
Dado el carácter más industrial y comercial de este barrio, a fecha de 2008, el barrio disponía de un centro de idiomas, otro de adultos y la sede del Instituto de Formación Continua IL3 a nivel universitario.
El barrio aloja una sala de cine y un multicine en el Centro Comercial Glorias, así como la biblioteca de la 	
Gerència del Sector d'Urbanisme i Infraestructures y la biblioteca y museo de la empresa municipal Serveis Fúnebres, cuyo museo muestra carrozas fúnebres
Este barrio comparte junto al del Pueblo Nuevo una zona de ocio nocturno conocido popularmente como Marina (aunque el área principal se aleja de esta calle y se encuentra entre la Meridiana y Pedro IV), donde hay 7 discotecas (entre ellas la conocida Razzmatazz) y varios bares musicales.

## Otras instalaciones y servicios
Pese a llevar el nombre de parque, ninguno de los parques a los que hace referencia el topónimo queda alojado en el barrio ni en el distrito, aunque las obras de reforma de la plaza de las Glorias remodelarán ese enlace viario para introducir un parque de gran proporción. 
El área comercial lo cubre principalmente los establecimientos del centro comercial Glorias. Dispone de 4 centros de culto evangélicos y uno católico. 
Los Mozos de Escuadra tienen una sede en el barrio con objetivo de cobertura de todo el distrito de San Martín.

## Arquitectura

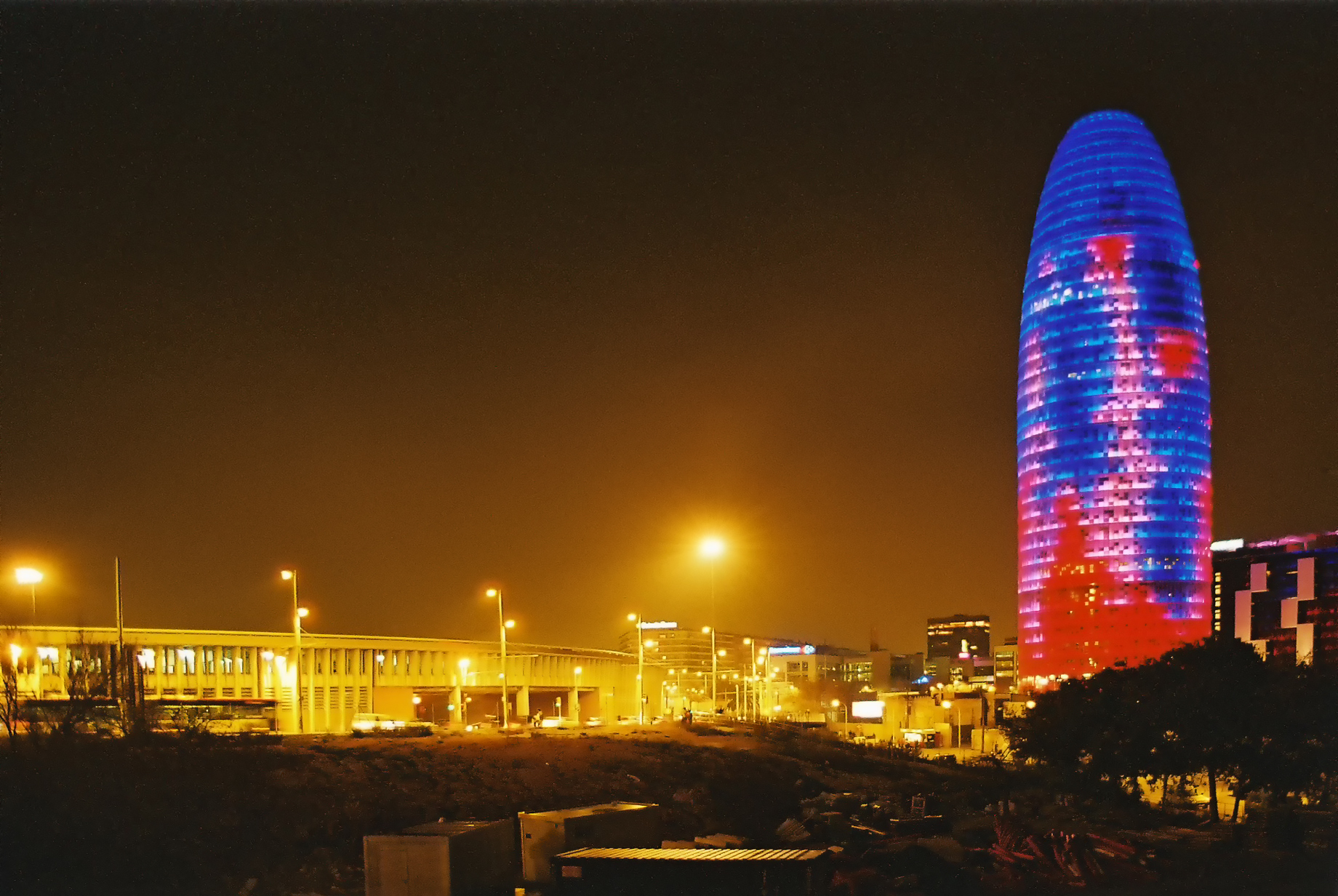
Imagen nocturna de la plaza de las Glorias y la Torre Agbar.

El proyecto 22@ y la remodelación general del antiguo Poblenou ha introducido varias novedades en el barrio en calidad arquitectónica, cuya incorporación más icónica y conocida es la Torre Agbar. La remodelación de las plaza de las Glorias tiene proyectado la construcción de un edificio que albergue un Museo del Diseño.

## Transportes
El barrio cuenta con cinco estaciones de la red de tranvía del Trambesòs, Marina, Auditori-Teatre Nacional, Estación de Glòries, donde es terminal la línea T5, Ca l'Aranyó y La Farinera. La red de metro conecta el barrio con el resto de la ciudad mediante las estaciones de Glòries y Bogatell. Para el transporte público ciclista el barrio dispone de 10 estaciones del servicio Bicing.